# Thorkild B. Fransgaard
Thorkild Børge Fransgaard (født 16. juni 1943 i Vesterbølle ved Farsø, død 21. december 2012 i Fredbjerg) var en dansk politiker og erhvervsleder, som var medlem af Folketinget, valgt for Fremskridtspartiet i Nordjyllands Amtskreds, fra 1998 til 2001. Han forlod Fremskridtspartiet i 1999 til fordel for den nydannede folketingsgruppe Frihed 2000 i 1999 og blev løsgænger i 2001.
Fransgaard, der blev udlært maskinarbejder (smed) i 1965, overtog i 1967 Fredbjerg Maskinværksted, der senere ændrede navn til Fransgaard Maskinfabrik. Virksomheden producerer maskiner til landbruget og skovbruget, hvoraf en stor del eksporteres til Skandinavien og USA. Sidstnævnte bevirkede, at Fransgaard i 1989 blev optaget i den amerikanske producentforening. Nevøen Jørgen Fransgaard overtog i 1998 ledelsen af virksomheden.
I 1973 var Thorkild Fransgaard medstifter af Fremskridtspartiets lokalafdeling i Farsø. Han blev i 1978 valgt til kommunalbestyrelsen i Farsø Kommune og blev viceborgmester. Fra 1982 til 1986 var han tillige medlem af Nordjyllands Amtsråd for partiet. Fra 2001 til 2005 repræsenterede han Den Alternative Liste i Farsø Kommunalbestyrelse og var næstformand for teknisk udvalg, men ved valget til den nye store Vesthimmerlands Kommune kom listen ikke ind. 
Fransgaard havde en kort landspolitisk karriere. Han var opstillet til Folketinget i alle opstillingskredse i Nordjyllands Amtskreds fra 1995, og blev valgt til Folketinget ved valget i 1998. Når det kunne lade sig gøre med blot 129 personlige stemmer, skyldtes det partifællen Kirsten Jacobsens kanonvalg med 32.000 stemmer. Som følge af interne uenigheder i partiet dannede han i oktober 1999 udbrydergruppen Frihed 2000 sammen med de resterende medlemmer af Fremskridtspartiets folketingsgruppe – Kirsten Jacobsen, Kim Behnke og Tom Behnke. De fire nedlagde Frihed 2000 i februar 2001 da Tom Behnke blev medlem af Det Konservative Folkeparti. De øvrige tre fortsatte som løsgængere frem til valget 20. november 2001.
Politisk var Fransgaard ikke som så mange andre i Fremskridtspartiet optaget af udlændingepolitik, men arbejdede i stedet for at sænke skatten og fjerne det offentliges bureaukrati.
Han døde i julen 2012 og er begravet på Farsø Kirkegård.